# فيليب جيشا
فيليب جيشا (بالتشيكية: Filip Jícha) (مواليد 19 أبريل 1982)،هو لاعب كرة يد تشيكي، يلعب حالياً لنادي كيل ويمثل منتخب التشيك لكرة اليد.

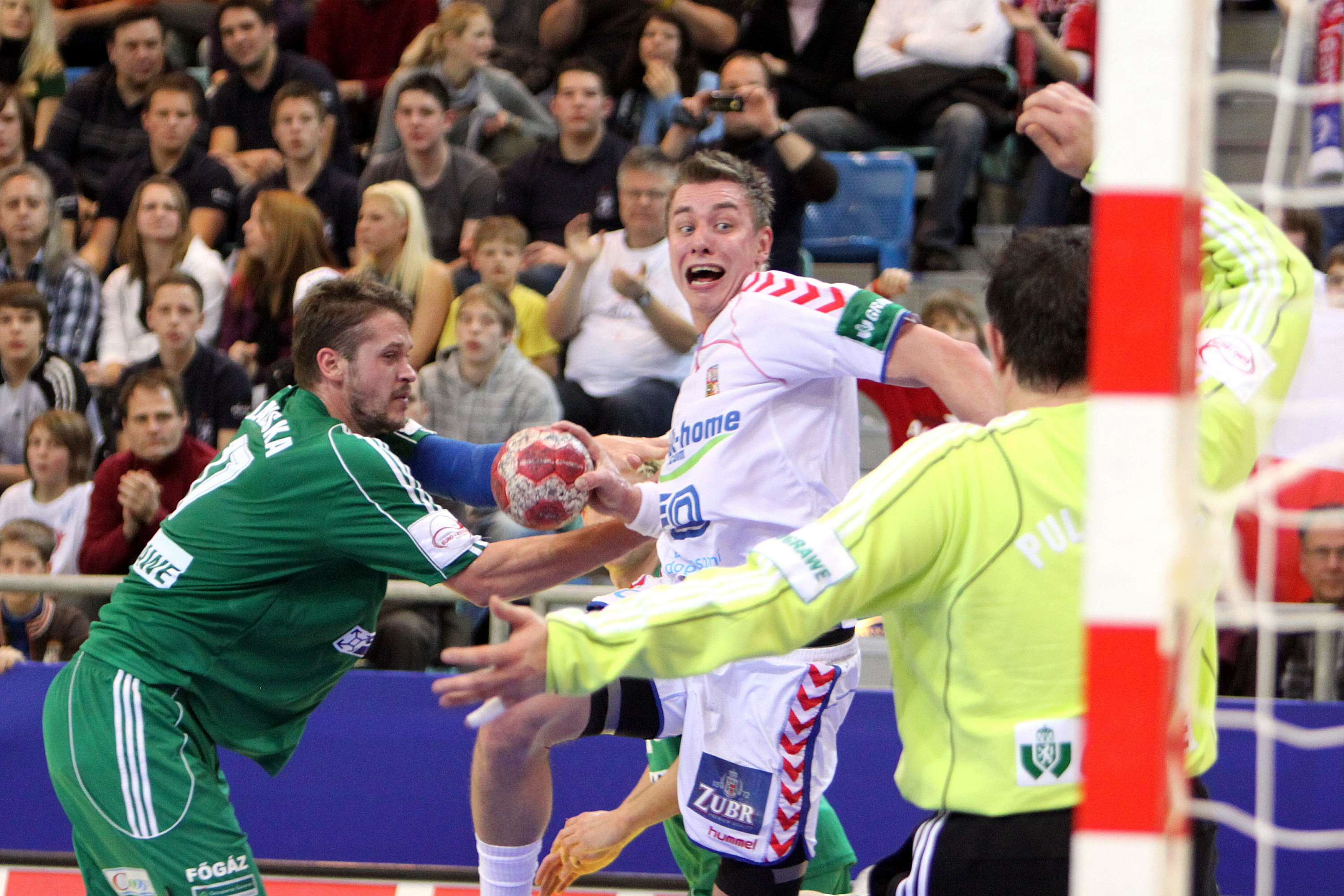
فيليب جيشا في بطولة أمم أوروبا 2010.

## جوائز

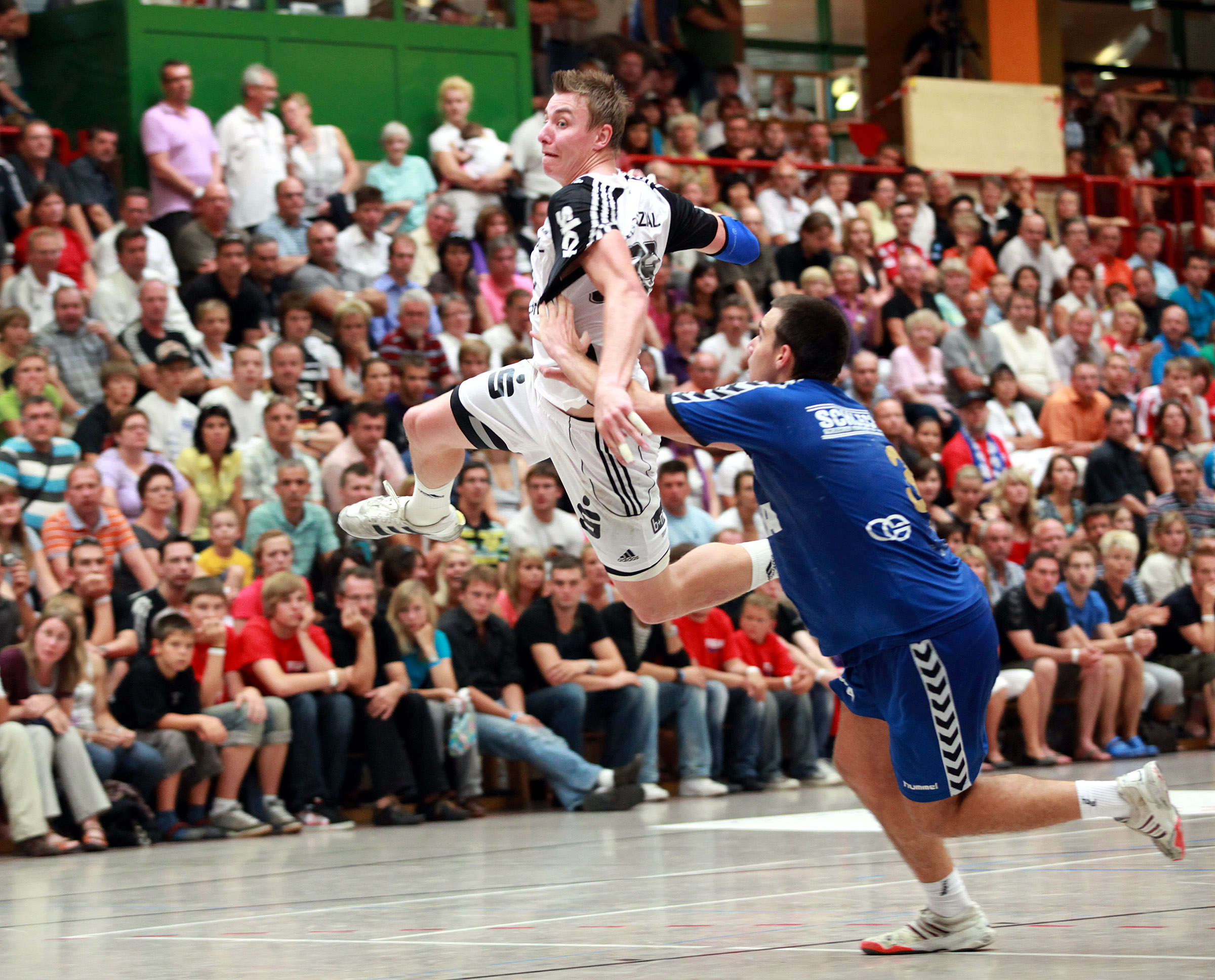
فيليب جيشا مع نادي كيل.

- حصل على جائزة أفضل لاعب في العالم في كرة اليد في 2010 [3]

## روابط خارجية
- فيليب جيشا على موقع الاتحاد الأوروبي لكرة اليد (الإنجليزية)
- فيليب جيشا على موقع نادي كيل لكرة اليد (الألمانية)